# Никифорово (Татарстан)
Никифорово (тат. Чиябаш) — село в Мамадышском районе республики Татарстан, в верховье реки Шия.
Население — 323 человек (2010).

## География
Село расположено в 40 км к северо-западу от города Мамадыш. Ближайший город — Мамадыш, а ближайшие населённые пункты — Ишкеево, Тавели, Сартык, Васильево, Чаксы.

## История
Село было основано в XVII веке и называлось «Азбердеевская Пустошь». В XVIII — 1-й половине XIX вв. жители относились к категории государственных крестьян. Занимались земледелием, разведением скота. В начале XX века в селе функционировали Никольская церковь, земская школа, мельница, кузница, 3 мелочные лавки. До 1920 года село входило в Кабык-Куперскую волость Мамадышского уезда Казанской губернии. С 1920 года в составе Мамадышского кантона Татарской АССР, с 1930 года в Таканышском, а с 1963 года в Мамадышском районах.
В селе имеется 146 дворов, общеобразовательная школа, сельский Дом культуры, сельская библиотека, два магазина, церковь, средняя школа, фельдшерско-акушерский пункт и сельхозпредприятие ООО Агрофирмы «Таканыш».

## Экономика
Основная отрасль — сельское хозяйство (полеводство, мясомолочное скотоводство, рыболовство).

## Население
В селе Никифорово проживает 323 жителя (на 2010 год), в основном крещёные татары.
| Численность населения |      |      |       |      |      |       |      |      |      |      |      |
| 1859                  | 1897 | 1908 | 1920  | 1926 | 1949 | 1958  | 1970 | 1979 | 1989 | 2002 | 2010 |
| 448                   | ↗970 | ↘898 | ↗1007 | ↘990 | ↘754 | ↗1031 | ↘813 | ↘703 | ↘542 | ↘372 | ↘323 |

## Климат
| Показатель                    | Янв.  | Фев.  | Март | Апр. | Май  | Июнь | Июль | Авг. | Сен. | Окт. | Нояб. | Дек.  | Год |
| ----------------------------- | ----- | ----- | ---- | ---- | ---- | ---- | ---- | ---- | ---- | ---- | ----- | ----- | --- |
| Средний суточный максимум, °C | −9,9  | −8,3  | −1,6 | 9    | 18,8 | 22,9 | 24,7 | 22,4 | 15,7 | 6,5  | −1,6  | −6,7  | 8   |
| Средняя температура, °C       | −13,5 | −12,1 | −5,4 | 4,7  | 13,2 | 17,4 | 19,4 | 17,2 | 11,1 | 3,3  | −4,3  | −10   | 3,4 |
| Средний суточный минимум, °C  | −17,1 | −15,9 | −9,2 | 0,5  | 7,6  | 11,9 | 14,2 | 12   | 6,6  | 0,1  | −7    | −13,3 | −1  |
| Норма осадков, мм             | 38    | 28    | 26   | 38   | 41   | 62   | 75   | 57   | 59   | 56   | 46    | 39    | 565 |